# بيثاما
بلدية بيثاما (بالإسبانية: Beizama) هي بلدية تقع في مقاطعة غيبوثكوا التابعة لمنطقة إقليم الباسك شمال إسبانيا.

## الديموغرافيا
يبلغ عدد سكان بلدية بيثاما 182 نسمة عام 2011 (وفقاً للمعهد الوطني للإحصاء الإسباني).
| 164 | 161 | 159 | 173 | 182 | 180 | 182 |